# Trigonostemon detritiferus
Trigonostemon detritiferus là một loài thực vật có hoa trong họ Đại kích. Loài này được R.Milne miêu tả khoa học đầu tiên năm 1994.